# NGC 995
NGC 995 é uma galáxia lenticular (S0) localizada na direcção da constelação de Andrômeda. Possui uma declinação de +41° 31' 44" e uma ascensão recta de 2 horas, 38 minutos e 31,9 segundos.
A galáxia NGC 995 foi descoberta em 8 de Dezembro de 1871 por Édouard Jean-Marie Stephan.